# 唐六典
《唐六典》全称《大唐六典》，是唐朝一部行政性质的法典。
唐玄宗时官修，旧题「御撰」、李林甫等奉勑注，实为眾多集賢院學士在歷任宰相兼學士知院事者領銜主修下，歷經十多年而成。該書自開元十年（722年）中書舍人陸堅被旨修六典開始，歷經张说、蕭嵩、张九龄，於李林甫知院事任內的开元二十七年（739年）方撰成進上，是现存最早的一部会典，所载官制源流自唐初至开元止。
六典之名出自周礼，原指治典、教典、礼典、政典、刑典、事典，后世设六部即本于此。全书30卷，以三师、三公、三省六部、九寺、五监、十二卫以至地方三府、督府、州县等为目，详述其职官品秩，并注周秦至唐以前的官制沿革。《直齋書錄解題》引韋述《集賢記》注：“開元十年，起居舍人陸堅被旨修是書，帝手寫白麻紙六條曰理、教、禮、政、刑、事，令以類相從，撰錄以進。張說以其事委徐堅，思之經歲莫能定。又委毋煚、徐欽、韋述，始以令式入六司，其沿革併入注中。後張九齡又委苑咸，二十六年奏草上。”
本书收入许多唐代诏令，涉及均田、赋役、物产、土贡、户等、差科、屯田等制度，反映了唐代政治经济状况，颇有参考价值。《通典》、《舊唐書》、《新唐書》編撰時多採《唐六典》史料。
《直齋書錄解題》引用韋述的說法，《唐六典》在開元時期長期不使用，僅置於集賢書院。范祖禹也認為“唐六典雖修成書，然未嘗行之一日”。《四庫全書總目提要》說“唐人所說，當無訛誤”，承認韋述的說法，又說“疑當時討論典章，亦相引據，而公私科律則未嘗事事遵用”，認為《唐六典》並非全未實行。

## 詳目
- 三師：太師、太傅、太保。
- 三公：司馬、司徒、司空。
- 六部：吏部、戶部、禮部、兵部、刑部、工部。
- 六省：尚書省、門下省、中書省、祕書省、殿中省、內侍省。
- 一臺：御史臺。
- 九寺：太常寺、光祿寺、衛尉寺、宗正寺、太僕寺、大理寺、鴻臚寺、司農寺、太府寺。
- 五監：國子監、少府監、軍器監、將作監、百工監、就谷監、庫谷監、太陰監、伊陽監、都水監。
- 十二衛：左右衛、左右驍衛、左右武衛、左右威衛、左右領軍衛、左右金吾衛、左右監門衛、左右千牛衛、左右羽林軍，諸衛折衝都尉府。
- 東宮官屬：太子三師、太子三少、太子詹事府、太子家令寺、太子率更寺、太子僕寺、太子左右衛率府、左右率府親府勳府翊府、太子左右司禦率府、太子左右內率府。
- 地方職官：親王府、親事府、帳內府、親王國、公主邑司、三府都護州縣官吏。

## 版本
唐六典在唐朝時有傳寫本，宋神宗元豐三年（1080年）則有刻版印製，賜給近臣與館閣，是為「北宋（元豐）本」，但均已不存。現存最早者為「南宋本」，是南宋紹興四年（1134年）溫州州學所刻的《大唐六典》殘本十五卷。而後有明朝時的「正德本」，是席文同、李立卿根據王鏊參與編修《明會典》時從宫裡「手錄以歸」的抄本，於正德二年（1515年）刊行，共三十卷。而後從正德本又輾轉傳刻出「嘉靖本」（明）、「掃葉山房本」（清）、「廣雅書局本」、「近衛本」。而後日本廣池學園在1973年出版「廣池本」（廣池千九郎訓點，內田志雄補訂），是以南宋本、宋朝孫逢吉《職官分紀》為主，校近衛本而成。